# Яндекс Авто
Яндекс Авто — информационно-развлекательная платформа для автомобилей, разработанная российской технологической компанией «Яндекс» в сентябре 2017 года. Ранее в 2008—2016 годах под этим брендом работал агрегатор объявлений о продаже автомобилей, от развития которого «Яндекс» отказался после приобретения интернет-портала об автомобилях Auto.ru. Система устанавливается на автомобили каршеринга «Яндекс Драйв» и ряд серийных автомобилей, предназначенных для российского рынка.

## История
С апреля 2008 года под названием «Яндекс.Авто» работала веб-служба, предназначенная для поиска объявлений о продаже автомобилей. Сервис работал на рынках России, Белоруссии, Казахстана и Украины. После приобретения интернет-портала об автомобилях Auto.ru «Яндекс» решил отказаться от собственного агрегатора. К моменту закрытия сервиса в конце 2015 — начале 2016 года база «Яндекс.Авто» включала около 800 тысяч объявлений с 300 сайтов-классифайдов, а месячная аудитория сервиса превышала 2 миллиона человек.
Сотрудники «Яндекс Авто» рассказывали, что компания впервые задумалась об интеграции «Яндекс Карт» в автомобили почти за десять лет до запуска работающей системы. Однако мешали низкая скорость мобильного интернета и бортовые компьютеры того времени, не допускавшие загрузку и установку приложений сторонних разработчиков. «Яндекс» даже экспериментировал с передачей данных о дорожной ситуации по протоколу RDS-TMC, но пропускная способность канала оказалась слишком мала для формирования детализированной картины.
Ситуация изменилась в 2014 году с появлением у Honda развлекательной системы под управлением операционной системы Android. В июне 2015 года «Яндекс» и Honda начали сотрудничество, в рамках которого на новые Honda CR-V было установлено навигационное приложение «Яндекса». В начале 2016 «Яндекс» достиг договорённости с Toyota, в рамках которой в мультимедийные системы выпущенных для российского рынка Toyota Camry и Toyota RAV4 в комплектации Exclusive с лета 2016 года был включён пакет сервисов «Яндекса» — навигатор, браузер и другие приложения. Эти интеграции были исключительным случаем для автомобильного бизнеса. Как правило производители не допускают сторонних разработчиков к собственным платформам, при этом их собственные системы поддерживают отображение на экране только одного приложения и не позволяют реализовать сквозное голосовое управление. Для преодоления этих ограничений был разработан «Яндекс Авто».
О создании собственной встраиваемой мультимедиа-платформы «Яндекс» объявил в сентябре 2017 года.

## Система
«Яндекс Авто» — комплект сервисов «Яндекса» («Яндекс Навигатор», «Яндекс Браузер», «Яндекс Музыка», «Яндекс Погода», «Алиса», «Яндекс Заправки»), объединённый сквозным голосовым управлением и единым интерфейсом. Интерфейс воплощён по принципу виджетов на рабочем столе: приложения работают параллельно и одновременно можно отобразить несколько из них. Голосовой ввод реализован на базе технологии Yandex SpeechKit с поддержкой голосового помощника «Алиса». Встроенные в «Яндекс Авто» сервисы поддерживают машинное обучение: система запоминает маршруты поездок и музыкальные предпочтения пользователя. «Яндекс Авто» невозможно скачать и установить самостоятельно — платформа предустанавливается в бортовые компьютеры на заводе.
В ноябре 2018 года «Яндекс Авто» научилась узнавать водителей и применять их личные настройки в разных автомобилях. Первым обновление получал каршеринг «Яндекс Драйв»: после посадки в машину не нужно вводить логин и пароль, вместо этого «Яндекс Авто» приветствует водителя по имени, загружает избранные точки и включает персонализированное радио.

### Экономика
«Яндекс.Авто» бесплатна для пользователей, а автопроизводители выплачивают интернет-компании лицензионные отчисления за использования сервисов. По утверждению представителей «Яндекса», наличие в автомобиле сервисов компании не влияет на его стоимость, однако производители могут взимать дополнительную плату за аппаратное обеспечение. Например, поддерживающие «Яндекс.Авто» автомобили Nissan включают приборную панель с 4-ядерным процессором, 2 гигабайтами оперативной памяти и модулем 4G.

### Партнёры
С октября 2017 года «Яндекс Авто» устанавливается в предназначенные для российского рынка Toyota Camry в комплектациях Style, Prestige и Exclusive и Toyota RAV4 в комплектации Style. С июля 2016 по июнь 2018 в России и Белоруссии было продано более 17,5 тыс. Camry с «Яндекс Авто», что составило 35% от общего объёма продаж модели. Также с сентября 2016 года было продано почти 9 тыс. кроссоверов RAV4 — 18% от всех выпущенных машин.
В мае 2018 года на технологической конференции Yet another Conference «Яндекс» объявил, что «Яндекс Авто» будет предустановлен в Renault Kaptur в комплектации Play, Chery Tiggo 5 в комплектации Connected MT, Nissan Qashqai в комплектациях SE и QE и в Nissan X-Trail в комплектациях SE и LE.
В феврале 2018 года в рамках службы каршеринга «Яндекс Драйв» компания показала новые автомобили с предустановленной «Яндекс Авто» — Kia Rio и Renault Kaptur. Кроме того, «Яндекс» заключил меморандум о совместной разработке мультимедийных систем с АвтоВАЗом и предварительное соглашение с Jaguar Land Rover.
В рамках конференции Yet another Conference 2018 был представлен «Яндекс Авто. Концепт». Nissan Leaf и Toyota RAV4 стали основой для демонстрации полностью «подключенного» автомобиля будущего по версии «Яндекса»: на одном мультимедийном экране отображаются сервисы-помощники для водителя, на втором — развлекательные сервисы для пассажира.
21 мая 2019 года пресс-служба «Яндекса» сообщила, что компания стала официальным поставщиком ПО для мультимедиа-систем автомобильных компаний Renault, Nissan и «АвтоВАЗ» и в рамках соглашения установит «Яндекс Авто» в 2 млн автомобилей в течение ближайших пяти лет.
27 июня 2019 года Компания МТС стала первым партнёром, который начал продавать в розницу «Яндекс Авто» в своих салонах связи.

### Критика
Автолюбители раскритиковали «Яндекс Авто», обвинив компанию в продаже китайской продукции, на которую она устанавливает своё ПО с «Алисой», после чего реализует устройство по завышенной цене, как минимум вдвое.
«Яндекс Авто» подвергся критике и со стороны компаний, занимающихся разработкой, распространением и установкой мультимедийно-навигационного оборудования, а также других автоаксессуаров. Так KiberCar (Киберкар) упрекнула IT-гиганта в выпуске «сырого» продукта, как по функционалу, не совместимому со штатными системами авто), так и по удобству установки и обслуживания.